# Élisabeth Décultot
Élisabeth Décultot, née le 13 mai 1968 à Fécamp, est une germaniste et historienne française.

## Biographie
Élisabeth Décultot est née à Fécamp le 13 mai 1968. Elle fait une classe préparatoire au lycée Henri-IV entre 1986 et 1988 avant d'intégrer l'École normale supérieure de la rue d'Ulm en 1988 où elle étudie la germanistique. Elle effectue une année d'études à l'université libre de Berlin entre 1990 et 1991. En 1995, Élisabeth Décultot soutient sa thèse de doctorat intitulée Le discours sur la peinture de paysage dans le romantisme allemand. Fondements et enjeux d'un débat esthétique autour de 1800 à l'université Paris-VIII. Sa thèse est dirigée par Jacques Le Rider.
Élisabeth Décultot est recrutée au poste de chargée de recherche au Centre national de la recherche scientifique (CNRS) en 1996. Elle obtient son habilitation à diriger les recherches en 2004 avec une thèse intitulée Geschichte des kunsttheoretischen und kunsthistorischen Diskurses in Deutschland und Frankreich, 1750-1850 et soutenue à l'université Paris-VIII. Elle est promue directrice de recherche du CNRS en 2005.
En 2015, Élisabeth Décultot rejoint l'université Martin-Luther de Halle-Wittemberg en tant que professeure à l'Institut de germanistique. Elle reçoit le prix Alexander-von-Humbolt, un prix très bien doté. Elle est membre du comité directeur du Interdisziplinäres Zentrum für die Erforschung der Europäischen Aufklärung (de) (IZEA, Centre interdisciplinaire pour la recherche sur le siècle des Lumières européen),.
En 2016-2017, elle organise une exposition sur Johann Joachim Winckelmann, écrivain et historien de l'art, au Neues Museum Weimar.
En 2020, elle est nommée directrice exécutive de l'IZEA.

## Publications
- Élisabeth Décultot (dir.), Michel Espagne (dir.) et Jacques Le Rider (dir.), Dictionnaire du monde germanique, Paris, Bayard, 2007 (ISBN 978 2 227 47652 3)
- Œuvre complet de Johann Georg Sulzer (depuis 2014), avec Hans Adler (de)[5]